# RBG RS 1

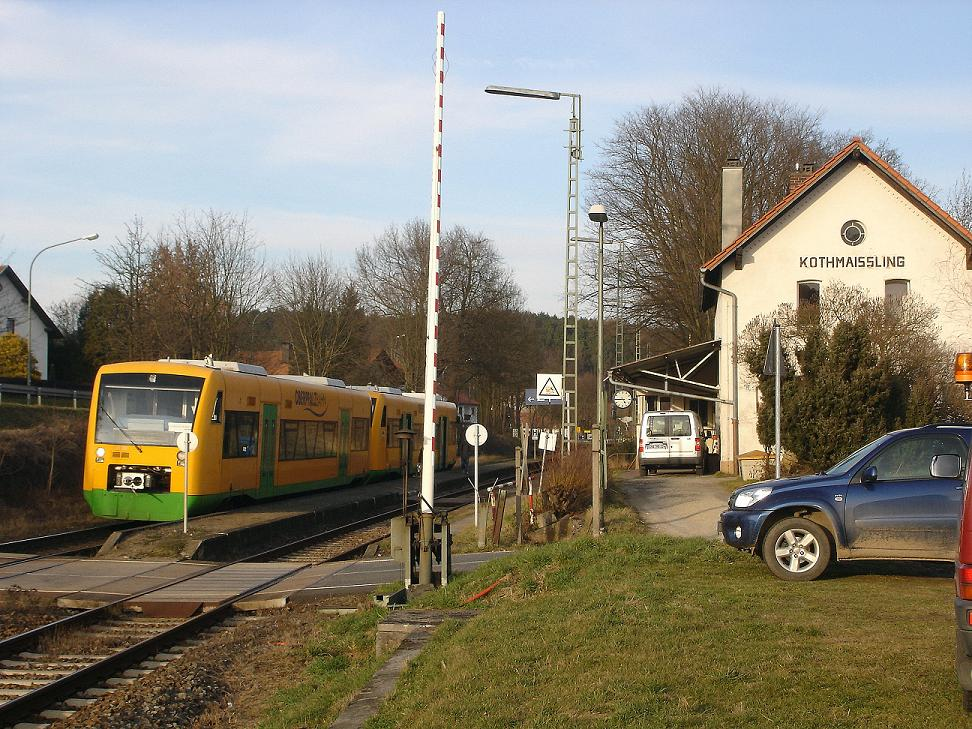
Oberpfalzbahn VT 35 op 7 maart 2008 te Kothmaißling

De VT ook wel Regio-Shuttle genoemd is een diesel treinstel, een zogenaamde lichtgewichttrein met lagevloerdeel voor het regionaal personenvervoer van de Regentalbahn AG (RAG). De treindiensten worden uitgevoerd onder de naam Waldbahn en Oberpfalzbahn.

## Geschiedenis
Oorspronkelijk werd de Regio-Shuttle door ADtranz gebouwd. Toen Bombardier ADtranz overnam, mocht Bombardier de Regio-Shuttle om kartelrechterlijke redenen niet meer bouwen. De licentie kwam toen in handen van Stadler Rail. Bombardier bouwt nu de ITINO, een treinstel dat gebaseerd is op de Regio-Shuttle. Stadler Rail ontwikkelde de trein verder als Regio-Shuttle RS 1.
De Regentalbahn AG (RAG), de Länderbahn is een dochteronderneming van Arriva Deutschland GmbH. De onderneming bedrijft de spoorinfrastructuur en personenvervoer per spoor in Bayern en Sachsen met aansluiting naar de Tschechische Republiek en goederenvervoer in geheel Duitsland. Op 26 maart 2011 werd bekend dat Arriva Deutschland GmbH onder de naam Netinera wordt voortgezet.

## Constructie en techniek
Het treinstel is opgebouwd uit een stalen frame met een frontdeel van GVK. Het treinstel heeft een lagevloerdeel. Deze treinstellen kunnen tot drie stuks gecombineerd rijden. De treinen zijn uitgerust met luchtvering.

## Treindiensten
De treinen worden door Regentalbahn (RAG) ingezet op de volgende trajecten.
- Schwandorf - Furth im Wald
- Cham - Waldmünchen
- Cham - Kötzting - Lam

- Plattling - Bayerisch Eisenstein - Spicak
- Zwiesel - Grafenau
- Zwiesel - Bodenmais

## Foto's

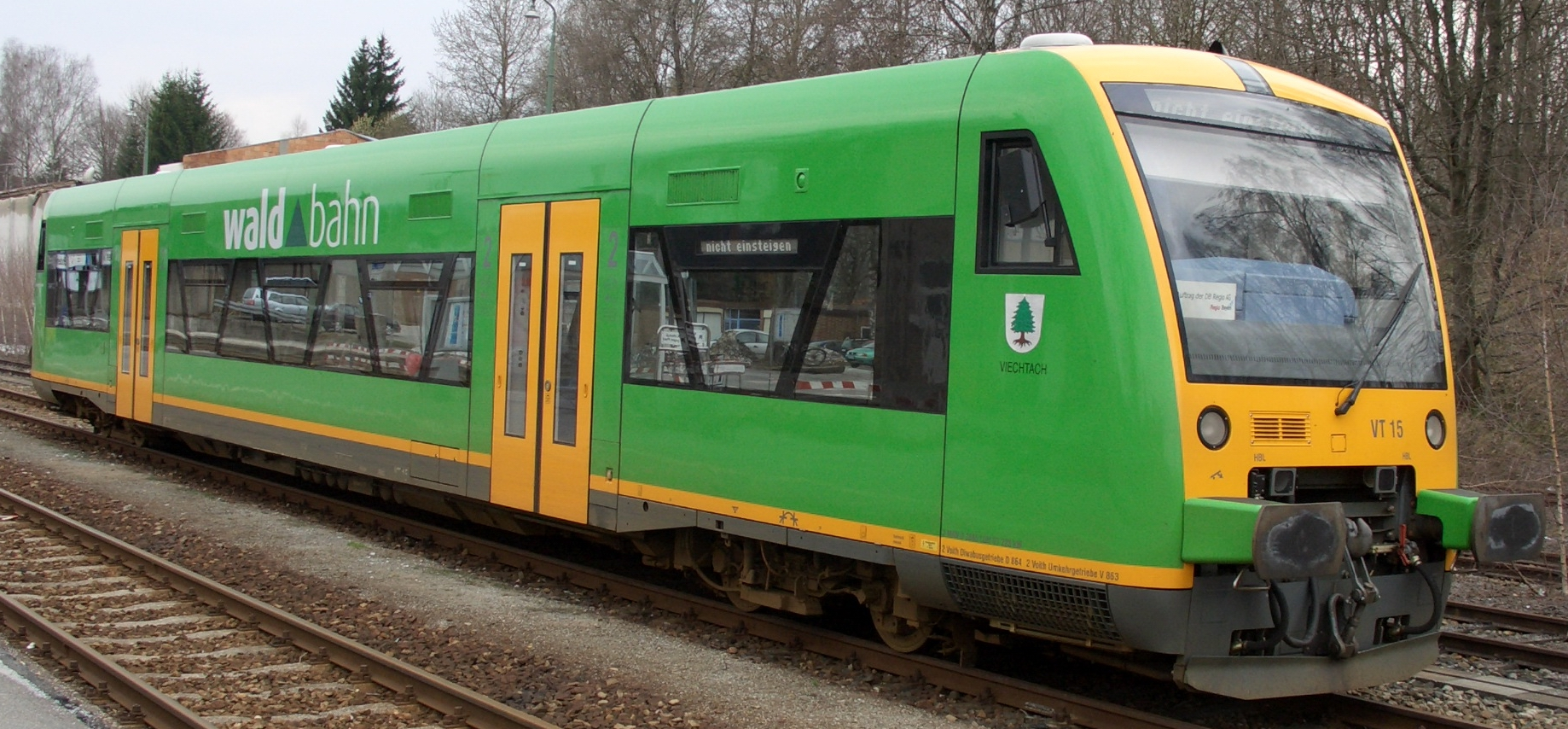